# فولفغانغ ديفيد
فولفغانغ ديفيد (بالألمانية: Wolfgang David)‏ هو عازف كمان نمساوي، ولد في القرن العشرين في سانت بولتن في النمسا.